# Dompierre-Becquincourt
Dompierre-Becquincourt is een gemeente in het Franse departement Somme (regio Hauts-de-France). De gemeente telt 642 inwoners (1999). De plaats maakt deel uit van het arrondissement Péronne.

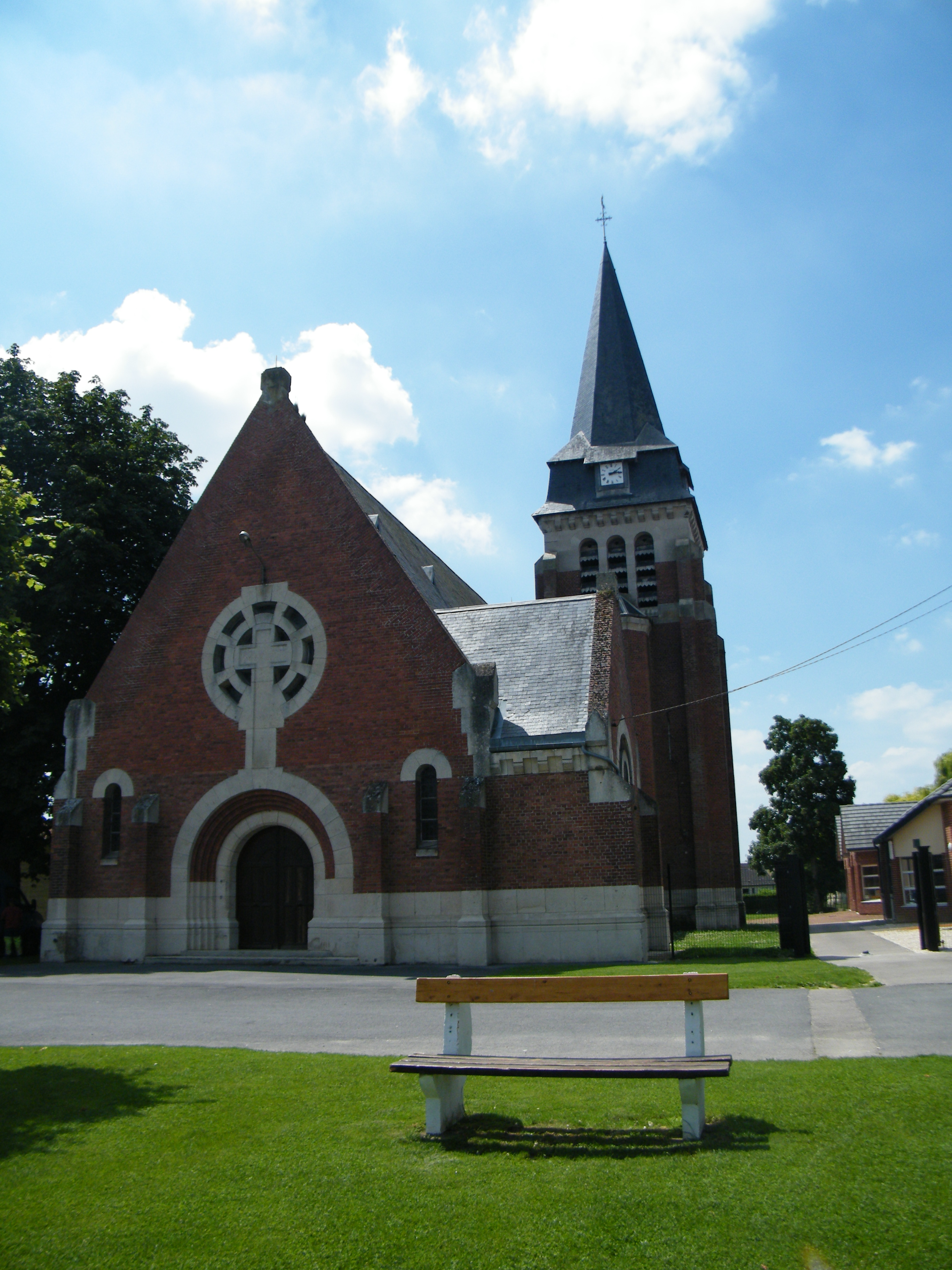
Église Saint-Pierre

## Geschiedenis
Oude vermeldingen van de plaats gaan terug tot 1119 als Domnapetra en 1145 als Donpierre. De 18de-eeuwse Cassinikaart toont het dorp Dompierre.
Op het eind van het ancien régime eind 18de eeuw, bij het creëren van de gemeenten, werd Dompierre een gemeente.

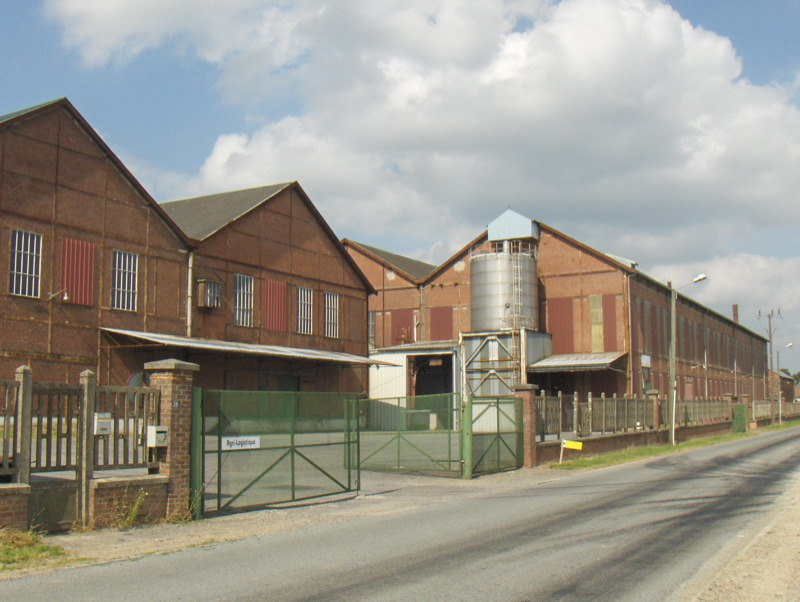
Voormalige suikerfabriek

In 1881 vestigde een suikerfabriek zich in Dompierre en zorgde er voor economische ontwikkeling.
Het dorp raakte beschadigd in de Eerste Wereldoorlog. De suikerfabriek werd heropgebouwd in 1922.
Bij presidentieel decreet werd de gemeentenaam op 11 januari 1924 officieel gewijzigd van Dompierre naar Dompierre-en-Santerre.
De suikerfabriek ontwikkelde zich verder tot de jaren 1970, en ernaast werd een woonwijk opgetrokken om werknemers, arbeiders en seizoenswerkers te huisvesten.
Op 1 juli 1964 werd buurgemeente Becquincourt aangehecht bij Dompierre-en-Santerre, waarvan de naam werd gewijzigd in Dompierre-Becquincourt.
De suikerfabriek sloot in 1988.

## Geografie
De oppervlakte van Dompierre-Becquincourt bedraagt 11,1 km², de bevolkingsdichtheid is 57,8 inwoners per km².
Naast het dorp Dompierre ligt net ten noordoosten Becquincourt, dat met de dorpskern van Dompierre verbonden is.
De onderstaande kaart toont de ligging van Dompierre-Becquincourt met de belangrijkste infrastructuur en aangrenzende gemeenten.

## Bezienswaardigheden
- De Église Saint-Pierre
- De Nécropole nationale de Dompierre-Becquincourt, een Franse militaire begraafplaats met meer dan 7000 gesneuvelden uit de Eerste Wereldoorlog

## Demografie
Onderstaande figuur toont het verloop van het inwonertal (bron: INSEE-tellingen).

Becquincourt · Dompierre